# Batrachocottus multiradiatus
Batrachocottus multiradiatus är en fiskart som beskrevs av Berg, 1907. Batrachocottus multiradiatus ingår i släktet Batrachocottus och familjen Cottocomephoridae. Inga underarter finns listade.